# Ailuropodinae
Ailuropodinae es una subfamilia de mamíferos carnívoros de la familia Ursidae, que tiene como único representante vivo a Ailuropoda melanoleuca, el panda gigante; las otras especies incluidas en el género Ailuropoda forman una sucesión de cuatro cronoespecies halladas en Asia. Los pandas gigantes descienden del género Ailurarctos, el cual vivió a finales del Mioceno en China. El género Agriarctos de Europa también suele ser incluido en el grupo.
En 2011 se identificaron dientes fosilizados de más de 11 millones de años de antigüedad en la península ibérica, los cuales pertenecían a una especie de ailuropodino que no había sido asignada anteriormente. Esta especie se le denominó Agriarctos beatrix y posteriormente clasificada en su propio género, Kretzoiarctos).
El registro fósil de este grupo ha mostrado que varias especies de pandas estuvieron dispersas por la zona holártica, con especies halladas en Europa, gran parte de Asia e incluso América del Norte. Los primeros pandas no eran diferentes de las especies de osos actuales ya que tenían una dieta omnívora pero hace unos 2.4 millones de años, pandas evolucionaron para ser más herbívoros.

## Sistemáticas
Desde que el panda gigante fue descrito por la ciencia ha sido parte de una notable confusión taxonómica, al haber sido clasificado alternativamente como un miembro de los Procyonidae, Ursidae, Ailuridae, o incluso en su propia familia, Ailuropodidae Esto se ha debido en parte a sus similitudes con el panda rojo, en particular la presencia de un  "falso pulgar" y cinco dedos; este "pulgar" – el cual es en realidad un hueso sesamoideo – ayuda a sostener el bambú al comer.
Los estudios genéticos han mostrado que los ailuropodinos son en efecto miembros de la familia de los osos y que no están emparentados de cerca con los pandas rojos, los cuales se clasifican en su propia familia, Ailuridae. Las similitudes entre los ailuropodinos y los ailúridos son probablemente resultado de la evolución convergente ya que el registro fósil ha mostrado que este "pulgar falso" ha sido adquirido independientemente para propósitos diferentes. El "pulgar falso" de hecho también se ha encontrado en el oso de anteojos, lo que sugiere que este es un rasgo plesiomórfico entre los osos que se perdió posteriormente en la subfamilia Ursinae.

### Taxonomía
Los ailuropodinos son divididos en dos tribus, los extintos Indarctini y los Ailuropodini; la siguiente taxonomía sigue el análisis de Abella et al. (2012):
- Subfamilia Ailuropodinae (Grevé, 1894)[5]
  - Tribu †Indarctini (Abella et al., 2012)
    - †Miomaci (de Bonis et al., 2017)
      - †Miomaci pannonicum (de Bonis et al., 2017)

    - †Indarctos (Pilgrim, 1913)
      - †Indarctos punjabensis (Lydekker, 1884)
      - †Indarctos zdanskyi (Qiu & Tedford, 2003)[20]
      - †Indarctos sinensis (Zdansky, 1924)
      - †Indarctos vireti (Villalta & Crusafont, 1943)
      - †Indarctos arctoides (Deperet, 1895)
      - †Indarctos anthracitis (Weithofer, 1888)
      - †Indarctos salmontanus (Pilgrim, 1913)
      - †Indarctos atticus (Weithofer, 1888)
      - †Indarctos bakalovi (Kovachev, 1988)
      - †Indarctos lagrelli (Zdansky, 1924)
      - †Indarctos oregonensis (Merriam et al., 1916)
      - †Indarctos nevadensis (Macdonald, 1959)[21]

  - Tribu Ailuropodini (Grevé, 1894)
    - †Kretzoiarctos (Abella et al., 2012)
      - †Kretzoiarctos beatrix (Abella et al., 2011)

    - †Agriarctos (Kretzoi, 1942)[22]
      - † Agriarctos beatrix[23]
      - †Agriarctos depereti (Schlosser, 1902)
      - †Agriarctos vighi (Kretzoi, 1942)
      - †Agriarctos gaali (Kretzoi, 1942)

    - †Ailurarctos (Qi et al., 1989)
      - †Ailurarctos yuanmouensis (Zong, 1997)
      - †Ailurarctos lufengensis (Qi et al., 1989)

    - Ailuropoda (Milne-Edwards, 1870)
      - †Ailuropoda microta (Pei, 1962)
      - †Ailuropoda wulingshanensis (Wang & Alii, 1982)
      - †Ailuropoda minor (Pei, 1962)
      - †Ailuropoda baconi (Woodward 1915)
      - Ailuropoda melanoleuca (David, 1869) – panda gigante